# Nationalbolsjevikiska partiet
Nationalbolsjevikiska partiet (NBP) (ryska: Национал-большевистская партия) var ett politiskt parti i Ryssland som förespråkade nationalbolsjevism och som, enligt vissa experter, var en fascistisk organisation.

## Historia
Nationalbolsjevikiska partiet bildades 1992 under namnet Nationalbolsjeviksk front och leddes av Eduard Limonov. Partiet troddes ha kring 16 000 medlemmar. 
Partiet var förbjudet fram till 2005, då Rysslands högsta domstol ogiltigförklarade förbudet. År 2007 erkändes NBP av en domstol som en extremistisk organisation och dess verksamhet förbjöds i Ryssland. 
År 2010 skapade f.d. nationalbolsjevisterna ett nytt parti, Det andra Ryssland, men de ryska myndigheterna vägrade att registrera det.

## Ideologier
NBP var mycket antiamerikanskt, och eftersträvade ett enat Europa under rysk överhöghet. I början av partiets existens betonades vikten av att en eurasiatisk maktsfär skulle skapas som motvikt till den amerikanska, sedan dess mest framstående teoretiker Aleksandr Dugin lämnade partiet för att istället utropa partiet Eurasien fokuserade NBP istället på att betona Ryssland som nation, och de ryska minoriteternas rättigheter i de forna sovjetrepublikerna. 
Officiellt förordade dock partiet kamp genom icke-våldsamma direkta aktioner. 

## Utbredning

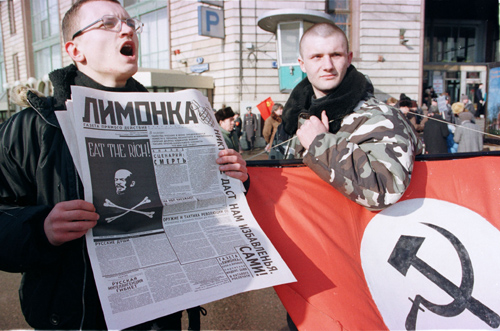
Ryska nationalbolsjeviker visar upp NBP:s tidning, Limonka.

Partiet fanns över hela Ryssland och hade sitt säte i Moskva. Partiet hade även exilsektioner i Litauen, Moldavien, Sverige och Ukraina.[källa behövs]

## Limonka
Limonka (Лимонка) var NBP:s partitidning och är även ett smeknamn ("citronen") för den ryska/sovjetiska F1-granaten. Tidningen är förbjuden eftersom den uppmanar till våld men säljs ändå i ganska stor omfattning till olika medlemmar och även till andra med olika kopplingar till partiet.